# ESIM

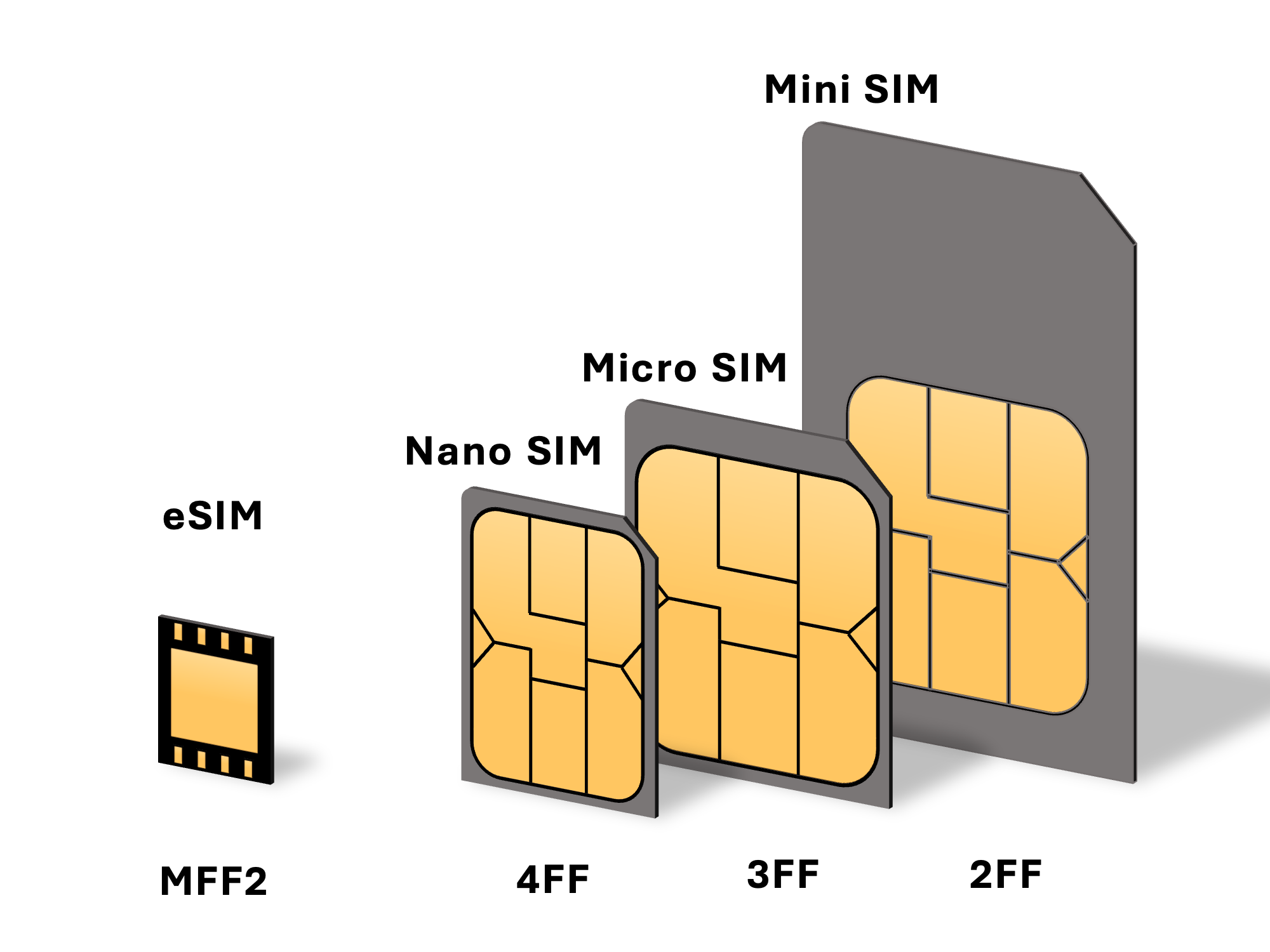

Nella telefonia mobile l'eSIM o e-SIM (embedded subscriber identity module) è un metodo d'accesso ai servizi dati e di telefonia cellulare. A differenza di una carta SIM tradizionale, di cui rappresenta un'alternativa, questa è un circuito integrato saldato nel dispositivo su cui è montata per questo motivo non è fisicamente rimovibile. Una volta attivata permette a un dispositivo di registrarsi e accedere alle reti mobili.

## Storia
Dal 2010, la GSM Association sta discutendo la possibilità di una SIM basata su software.
Mentre Motorola ha notato che eUICC è orientato ai dispositivi industriali, Apple "non era d'accordo sul fatto che esiste una dichiarazione che proibisce l'uso di un UICC incorporato in un prodotto di consumo". La GSMA attualmente mantiene due diverse versioni dello standard: una per i dispositivi consumer  e una per i dispositivi Machine to Machine M2M .
Una prima versione dello standard è stata pubblicata a marzo 2016, seguita da una seconda versione a novembre 2016.

### In Italia
In Italia le prime e-SIM sono entrate in commercio nel 2019.

## Implementazione
Nel 2016, lo smartwatch Samsung Gear S2 Classic 3G è stato il primo dispositivo a implementare una eSIM.
Nel 2017, durante il Mobile World Congress, Qualcomm ha presentato una soluzione tecnica, con una demo live, all'interno del suo chip hardware Snapdragon associato al relativo software (applicazioni Java sicure).
Apple ha introdotto per la prima volta il supporto eSIM a settembre 2017 con l'Apple Watch Series 3 5 . I primi modelli di iPhone a supportarlo sono stati iPhone XS, iPhone XS Max  e iPhone XR , annunciati a settembre 2018.
Il primo modello di iPad è stato l'iPad Pro (terza generazione), annunciato nell'ottobre 2018. Nel settembre 2022, Apple ha presentato soltanto per il mercato americano iPhone 14, iPhone 14 Plus, iPhone 14 Pro e iPhone 14 Pro Max, i primi modelli di iPhone che non hanno un vassoio per schede SIM e funzionano esclusivamente con eSIM. I restanti mercati hanno comunque lo slot per la scheda SIM standard.
Al di fuori degli Stati Uniti, tutti i modelli di iPhone continuano a essere forniti con supporto sia per eSIM sia per schede SIM fisiche, mentre nella Cina continentale eSIM non è supportata.
Nell'ottobre 2017 Google ha introdotto Pixel 2, che ha aggiunto il supporto eSIM per l'utilizzo con il suo servizio Google Fi. Nel 2018, Google ha messo sul mercato Pixel 3 e Pixel 3 XL e successivamente, nel maggio 2019, Pixel 3a e Pixel 3a XL, con supporto eSIM per operatori diversi da Google Fi . Nell'ottobre dello stesso anno, Google ha sviluppato Pixel 4 e Pixel 4 XL con supporto eSIM.
Motorola ha commercializzato la versione 2020 del Motorola Razr, uno smartphone pieghevole che non ha uno slot SIM fisico in quanto supporta solo eSIM.
Plintron ha implementato il prodotto eSIM4 Things Internet of Things, basato sul supporto eSIM per i dispositivi e disponibile in 28 paesi .
Microsoft ha introdotto eSIM nel sistema operativo Windows 10 nel 2018 e ha distribuito il suo primo dispositivo abilitato per eSIM, Surface Pro LTE, nel 2017 .
Samsung ha spedito gli smartphone della serie Samsung Galaxy S21 e S20 negli Stati Uniti con hardware eSIM integrato ma nessun supporto software pronto all'uso. La funzione è stata successivamente abilitata con l'aggiornamento One UI versione 4 . Tuttavia, l'implementazione eSIM su S21 e S20 negli Stati Uniti è diversa dall'implementazione nel resto del mondo. La versione USA non ha la possibilità di specificare diverse SIM predefinite per funzioni diverse, ad esempio una SIM come predefinita per i dati e l'altra SIM come predefinita per la voce. Richiede che la stessa eSIM sia la SIM predefinita per dati, voce e SMS. La versione americana forza anche un riavvio ogni volta che l'utente cambia eSIM, mentre i modelli non statunitensi no.
Nokia X30 5G supporta eSIM.
Sony Xperia 5 IV modello XQ-CQ54 è compatibile con eSIM.

## Caratteristiche
Una cSIM è costituita da un circuito integrato alloggiato in una scheda a circuito integrato universale (UICC), generalmente realizzata in PVC, che viene inserita manualmente in un dispositivo.
Al contrario, un'eSIM è un profilo di scheda SIM virtualizzato installato su un chip eUICC montato in modo permanente sulla superficie di un dispositivo mobile in fabbrica.
Il chip eUICC utilizzato per ospitare l'eSIM utilizza la stessa interfaccia elettrica di una SIM fisica. Una volta che un profilo operatore eSIM è stato installato su un eUICC, funziona proprio come una SIM fisica, completa di un ICCID univoco e di una chiave di autenticazione di rete generata dall'operatore.

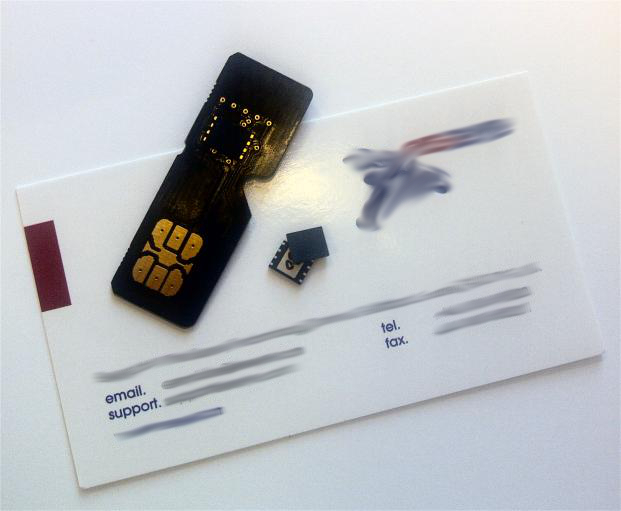

Fornisce la stessa interfaccia elettrica delle schede SIM full size, 2FF, 3FF e 4FF. Il formato eSIM è comunemente designato come MFF2 (6 × 5 mm), poi ridotto a WLCSP (2,7 × 2,5 mm) e infine a MFF-XS (2,6 × 2,4 mm). Nelle applicazioni machine-to-machine (M2M) in cui non è necessario cambiare la scheda SIM, questo evita il requisito di un connettore, migliorandone l'affidabilità e la sicurezza rispetto ai guasti fisici/meccanici.

## Utilizzo
Un'eSIM viene in genere fornita in remoto; gli utenti finali possono aggiungere o rimuovere gestori senza modificare fisicamente una scheda SIM nel dispositivo .
Tutte le eSIM sono programmate in fabbrica con un ID eSIM (EID) permanente. Il servizio di provisioning utilizza questo numero per associare il dispositivo a un abbonamento esistente dell'operatore e per negoziare un canale sicuro per la programmazione.

## Fornitori di eSIM
Anche se alcune aziende si aspettavano questi cambiamenti, il rapido sviluppo di questa tecnologia ha portato molte altre aziende a un punto in cui hanno dovuto adattarsi rapidamente e lanciare la propria eSIM o addirittura cambiare completamente le loro controparti fisiche.
Aziende come TIM, Vodafone, Wind Tre, Iliad, Fastweb, ho Mobile e altre hanno ora la propria eSIM nei loro web store .

## eSIM per viaggiare
Come risposta per evitare i costi di roaming, l'eSIM appare come la risposta logica a un mondo iperconnesso. Dal suo lancio, alcune grandi aziende tecnologiche o start-up di medie dimensioni come Holafly , Always Mobile, GigSky, eSimSupply, holidaySim, Truphone e altri, hanno iniziato a offrire il loro servizio, eSIM, per diverse destinazioni.

## iSIM e nuSIM
Soluzioni più piccole, più economiche e più ecologiche, poiché non è richiesto alcun hardware o plastica aggiuntiva, in quanto integrate nel SoC del dispositivo. Le iSIM sono delle eSIM inglobate/incorporate direttamente in un'enclave di sicurezza del modem SoC (System on Chip), pensate per l'Internet of Things, permettendo di abbattere ulteriormente le dimensioni dei dispositivi, in quanto si può andare a ridurre di molto la dimensione del componente, in quanto non deve più essere saldato, ma solo litografato.
Le nuSIM, ideate da Deutsche Telekom, è una sotto-categoria delle iSIM, dove si rinuncia anche alla componente fisica, limitando la SIM a protocolli e basando il loro funzionamento su una chiave di sicurezza.
Possono inoltre soddisfare gli stessi requisiti di sicurezza di una eSIM o di una SIM classica e facilitare la logistica e la produzione di piccoli dispositivi. A causa di questi vantaggi, si può prevedere che in futuro le iSIM sostituiranno anche le (e)SIM nei telefoni cellulari e in altri dispositivi di consumo connessi.

## I vantaggi
Rispetto alle classiche SIM, le eSIM apportano alcuni vantaggi. Ad esempio in futuro con una maggiore diffusione delle eSIM, lo spazio riservato altrimenti per le schede fisiche potrà essere impiegato per altri utilizzi, consentendo un risparmio in termini di spazio. Inoltre l'utilizzo di una SIM virtuale permette di risparmiare materiali plastici e salvaguardare l'ambiente .